# Всеобщие выборы в Кении (1974)
Всеобщие выборы в Кении прошли 14 октября 1974 года. В это время Кения была де-факто однопартийным государством, а Национальный союз африканцев Кении был единственной партией, которая участвовала в выборах.
На 158 мест Национальной ассамблеи претендовало 740 кандидатов. В результате 88 депутатов предыдущего парламента, включая 4 министров правительства, не были переизбраны. Явка избирателей составила 56,5 %. Хотя президент Кении должен был быть избран в то же время, что и Национальная ассамблея, Джомо Кениата был единственным кандидатом и был избран автоматически без проведения формального голосования. После выборов президент Кениата назначил ещё 12 членов. Хамфри Слейд был переизбран спикером парламента.

## Результаты
| Партия                               | Голоса    | %   | Места | +/− |
| ------------------------------------ | --------- | --- | ----- | --- |
| Национальный союз африканцев Кении   | 2 627 308 | 100 | 158   | 0   |
| Назначенные члены                    | −         | −   | 12    | −   |
| Всего                                | 2 627 308 | 100 | 170   | 0   |
| Зарегистрированных избирателей/ Явка | 4 654 465 |     | −     | −   |
| Источник: Nohlen et al.              |           |     |       |     |